# Ligue des champions de l'UEFA 2016-2017
Navigation
Édition précédente Édition suivante
La Ligue des champions 2016-2017 est la 62e édition de la Ligue des champions de l'UEFA. 78 clubs européens de football y participent.
Elle oppose les meilleurs clubs européens qui se sont illustrés dans leurs championnats respectifs la saison précédente.

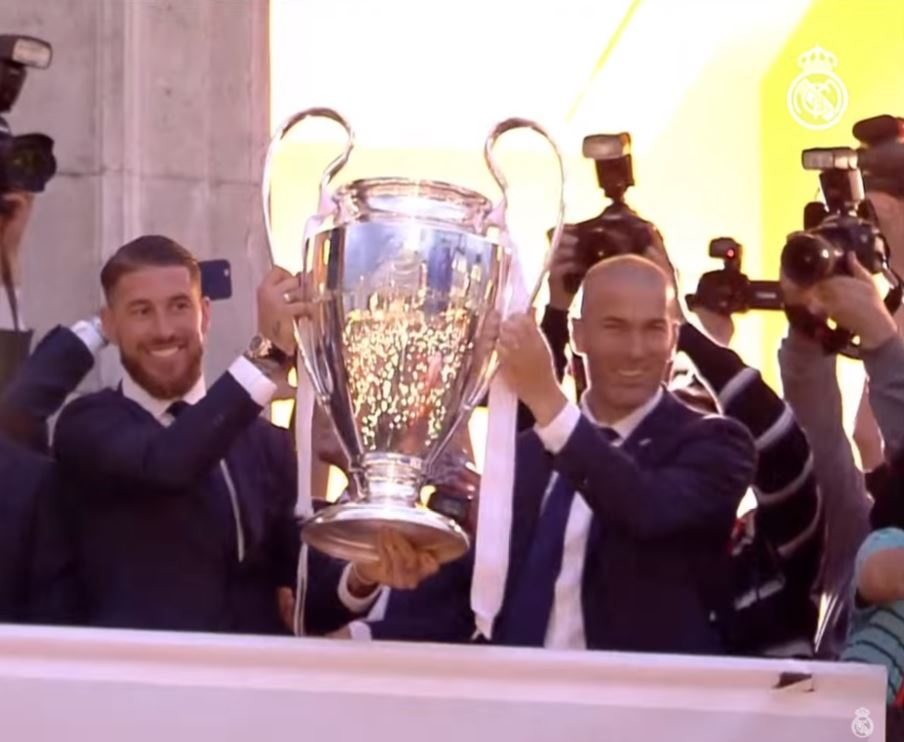
Zinédine Zidane, entraîneur (à droite), et, Sergio Ramos (à gauche), capitaine du Real Madrid sont rentrés dans l'histoire en s'imposant à Cardiff, pour le douzième sacre en Ligue des champions, une saison après la "Undecima".

La finale s'est déroulée au Principality Stadium de Cardiff le 3 juin 2017, où le Real Madrid a battu la Juventus de Turin sur le score de 4-1, remportant ainsi son 2e trophée européen d'affilée et le 12e de son histoire.

## Participants
78 équipes provenant de 53 associations membres de l'UEFA participeront à la Ligue des champions 2016‑2017.
D'après les coefficients UEFA des pays 2014-2015, une liste d’accès définit d’abord le nombre de clubs qu’une association a droit d’engager. La répartition pour la saison 2016-2017 est la suivante :
- Le tenant du titre de la Ligue des Champions de l'UEFA 2015-2016 ;
- Les associations aux places 1 à 3 envoient les quatre meilleurs clubs de leur championnat ;
- Les associations aux places 4 à 6 envoient les trois meilleurs clubs de leur championnat ;
- Les associations aux places 7 à 15 envoient les deux meilleurs clubs de leur championnat ;
- Les associations aux places 16 à 54, envoient le meilleur club de leur championnat (excepté le Liechtenstein qui n'a pas de championnat) ;
- Le vainqueur de la Ligue Europa 2015-2016 s'il n'est pas qualifié via son championnat national[3].

Dans un second temps, le rang en championnat détermine le tour d’arrivée.
Avec une place réservée pour le tenant du titre, la liste d'entrée suppose que le tenant du titre de la Ligue des champions de l'UEFA 2015-2016 n'est pas qualifié via son championnat mais que le tenant du titre de la Ligue Europa l'est. Autrement la liste peut être décalée selon trois hypothèses :
- Si le tenant du titre de la Ligue des champions de l'UEFA 2015-2016 est qualifié via son championnat et que le tenant du titre de la Ligue Europa est également qualifié via son championnat, le champion du 13e pays (Grèce) se qualifie directement pour la phase de groupes, le champion du 16e pays (Autriche) accède directement au troisième tour préliminaire et ceux des 47e et 48e pays (Malte et Estonie) avancent au deuxième tour préliminaire.
- Si le tenant du titre de la Ligue des champions de l'UEFA 2015-2016 est qualifié via son championnat mais que le tenant du titre de la Ligue Europa ne l'est pas, ce dernier prend la place vacante.
- Si les deux tenants du titre ne sont pas qualifiés via leur championnat, le tenant du titre de Ligue Europa entre en lice lors des barrages. De ce fait, les clubs des associations classées 4 et 5 ayant terminé leur championnat en 3e position entrent au troisième tour de qualification.

|     | Espagne                   | Angleterre                 | Allemagne                   |
| --- | ------------------------- | -------------------------- | --------------------------- |
| 1er | FC Barcelone (159.142)    | Leicester City (15.256)    | Bayern Munich (163.035)     |
| 2e  | Real Madrid (176.142)     | Arsenal FC (105.256)       | Borussia Dortmund (110.035) |
| 3e  | Atlético Madrid (144.142) | Tottenham Hotspur (74.256) | Bayer Leverkusen (89.035)   |

|     | Italie              | Portugal             | France                        |
| --- | ------------------- | -------------------- | ----------------------------- |
| 1er | Juventus (107.087)  | SL Benfica (116.616) | Paris Saint-Germain (112.549) |
| 2e  | SSC Naples (90.087) | Sporting CP (51.616) | Olympique lyonnais (63.049)   |

|     | Russie               | Ukraine              | Pays-Bas               | Belgique             | Suisse           | Turquie              | Vainqueur de la Ligue Europa 2015-2016 |
| --- | -------------------- | -------------------- | ---------------------- | -------------------- | ---------------- | -------------------- | -------------------------------------- |
| 1er | CSKA Moscou (48.716) | Dynamo Kiev (65.976) | PSV Eindhoven (57.112) | Club Bruges (43.000) | FC Bâle (87.755) | Beşiktaş JK (34.920) | Séville FC (95.642)                    |

| Barrages | Barrages |
| --- | --- |
| Aucune entrée | |
| Troisième tour de qualification | |
| - Grèce : Olympiakos (70.940) - République tchèque : Viktoria Plzeň (44.585) | - Roumanie : Astra Giurgiu (11.076) |
| Deuxième tour de qualification | |
| - Autriche : RB Salzbourg (42.520) - Croatie : Dinamo Zagreb (25.775) - Chypre : APOEL Nicosie (35.935) - Pologne : Legia Varsovie (28.000) - Israël : Hapoël Beer-Sheva (4.725) - Biélorussie : BATE Borisov (34.000) - Danemark : FC Copenhague (24.720) - Écosse : Celtic FC (40.460) - Suède : IFK Norrköping (3.975) - Bulgarie : Ludogorets Razgrad (25.625) - Norvège : Rosenborg BK (12.850) - Serbie : Étoile rouge de Belgrade (7.175) - Slovénie : Olimpija Ljubljana (4.625) - Azerbaïdjan : Qarabağ FK (13.475) - Slovaquie : FK AS Trenčin (5.400) | - Hongrie : Ferencváros TC (3.475) - Kazakhstan : FK Astana (12.575) - Moldavie : FC Sheriff Tiraspol (10.575) - Géorgie : FC Dinamo Tbilissi (5.875) - Finlande : SJK Seinäjoki (1.730) - Islande : FH Hafnarfjörður (5.750) - Bosnie-Herzégovine : HŠK Zrinjski Mostar (3.175) - Macédoine : FK Vardar Skopje (4.200) - Irlande : Dundalk FC (2.590) - Monténégro : FK Mladost Podgorica (2.475) - Albanie : FK Partizani Tirana (1.575) - Luxembourg : F91 Dudelange (5.050) - Irlande du Nord : Crusaders FC (3.400) - Lituanie : Žalgiris Vilnius (4.925) - Lettonie : FK Liepāja (1.075) |
| Premier tour de qualification | |
| - Malte : Valletta FC (4.466) - Estonie: Flora Tallinn (3.350) - Îles Féroé : B36 Tórshavn (1.975) - Pays de Galles : The New Saints (5.200) | - Arménie : Alashkert FC (1.325) - Andorre : FC Santa Coloma (2.699) - Saint-Marin : SP Tre Penne (1.316) - Gibraltar : Lincoln Red Imps (1.700) |

| Barrages |
| --- |
| - Quatrième - Espagne : Villarreal CF (60.142) - Angleterre : Manchester City (99.256) - Allemagne : Borussia Mönchengladbach (42.035) - Troisième - Italie : AS Roma (41.587) - Portugal : FC Porto (92.616) |
| Troisième tour de qualification |
| - Troisième - France : AS Monaco (36.549) - Deuxième - Russie : FK Rostov (11.716) - Ukraine : Chakhtar Donetsk (81.976) - Pays-Bas : Ajax Amsterdam (58.112) - Belgique : RSC Anderlecht (54.000) - Suisse : BSC Young Boys (24.755) - Turquie : Fenerbahçe SK (40.920) - Grèce : PAOK Salonique (37.440) - République tchèque : Sparta Prague (40.585) - Roumanie : Steaua Bucarest (36.576) |

Le Kosovo est devenu un membre de l'UEFA le 3 mai 2016.  L'UEFA a décidé que son champion pourrait participer à la Ligue des champions 2016-2017. Cependant , l'entrée du KF Feronikeli (champion 2015-2016 du Kosovo ) a été refusée par l'UEFA en juin en raison des exigences de licence de club défaillant, et aussi parce que le club ne pouvait pas fournir un stade approprié.

## Calendrier
| Nom                                             | Tirage au sort        | Match aller                                            | Match retour                                        | Nombre de participants | Nombre en lice |
| ----------------------------------------------- | --------------------- | ------------------------------------------------------ | --------------------------------------------------- | ---------------------- | -------------- |
| Phase qualificative (2016)                      |                       |                                                        |                                                     |                        |                |
| Premier tour de qualification                   | 20 juin Nyon          | 28 et 29 juin                                          | 5 et 6 juillet                                      | 8                      | 78 à 74        |
| Deuxième tour de qualification                  | 20 juin Nyon          | 12 et 13 juillet                                       | 19 et 20 juillet                                    | 34 (4+30)              | 74 à 57        |
| Troisième tour de qualification                 | 15 juillet Nyon       | 26 et 27 juillet                                       | 2 et 3 août                                         | 30 (17+13)             | 57 à 42        |
| Quatrième tour (Barrages)                       | 5 août Nyon           | 16 et 17 août                                          | 23 et 24 août                                       | 20 (15+5)              | 42 à 32        |
| Phase de groupes (2016)                         |                       |                                                        |                                                     |                        |                |
| Journées 1 et 5 Journées 2 et 6 Journées 3 et 4 | 25 août Monaco        | 13 et 14 septembre 27 et 28 septembre 18 et 19 octobre | 22 et 23 novembre 6 et 7 décembre 1er et 2 novembre | 32 (10 + 22)           | 32 à 16        |
| Phase à élimination directe (2017)              |                       |                                                        |                                                     |                        |                |
| Huitièmes de finale                             | 12 décembre 2016 Nyon | 14-15 et 21-22 février                                 | 7-8 et 14-15 mars                                   | 16                     | 16 à 8         |
| Quarts de finale                                | 17 mars Nyon          | 11 et 12 avril                                         | 18 et 19 avril                                      | 8                      | 8 à 4          |
| Demi-finales                                    | 21 avril Nyon         | 2 et 3 mai                                             | 9 et 10 mai                                         | 4                      | 4 à 2          |
| Finale                                          | 21 avril Nyon         | 3 juin 2017 à Cardiff                                  | 3 juin 2017 à Cardiff                               | 2                      | 2 à 1          |

## Phase qualificative
Les équipes marquées d'un astérisque sont têtes de série lors du tirage au sort et ne peuvent se rencontrer. Les têtes de série à chaque tour sont désignées en fonction de leur coefficient UEFA 2016.

### Premier tour de qualification
Huit équipes prennent part au premier tour de qualification. Les matchs aller se jouent les 28 et 29 juin et les matchs retour les 5 et 6 juillet 2016.
| Têtes de série  | Têtes de série | -                | -     |
| --------------- | -------------- | ---------------- | ----- |
| The New Saints  | 5.200          | B36 Tórshavn     | 1.975 |
| Valletta FC     | 4.466          | Lincoln Red Imps | 1.700 |
| Flora Tallinn   | 3.350          | Alashkert FC     | 1.325 |
| FC Santa Coloma | 2.699          | SP Tre Penne     | 1.316 |

| Équipe             | Aller              | Total              | Retour             | Équipe             |
| Voie des Champions | Voie des Champions | Voie des Champions | Voie des Champions | Voie des Champions |
| ------------------ | ------------------ | ------------------ | ------------------ | ------------------ |
| *Flora Tallinn     | 2 - 1              | 2 - 3              | 0 - 2              | Lincoln Red Imps   |
| *The New Saints    | 2 - 1              | 5 - 1              | 3 - 0              | SP Tre Penne       |
| *Valletta FC       | 1 - 0              | 2 - 2              | E1 - 2             | B36 Tórshavn       |
| *FC Santa Coloma   | 0 - 0              | 0 - 3              | 0 - 3              | Alashkert FC       |

### Deuxième tour de qualification
Trente-quatre équipes disputent le deuxième tour de qualification : trente équipes entrant en lice à ce stade, rejointes par les quatre vainqueurs du premier tour. Les matchs aller se jouent les 12 et 13 juillet et les matchs retour les 19 et 20 juillet 2016.
| Groupe 1                                                          | Groupe 1                                                                    | Groupe 2                                                                                   | Groupe 2                                                                                     | Groupe 3                                                                                         | Groupe 3                                                                            |
| Tête de série                                                     | -                                                                           | Tête de série                                                                              | -                                                                                            | Tête de série                                                                                    | -                                                                                   |
| ----------------------------------------------------------------- | --------------------------------------------------------------------------- | ------------------------------------------------------------------------------------------ | -------------------------------------------------------------------------------------------- | ------------------------------------------------------------------------------------------------ | ----------------------------------------------------------------------------------- |
| RB Salzbourg Dinamo Zagreb Qarabağ FK Sheriff Tiraspol AS Trenčín | F91 Dudelange Hapoël Beer-Sheva Olimpija Ljubljana Vardar Skopje FK Liepāja | APOEL Nicosie Legia Varsovie Ludogorets Razgrad FK Astana Skënderbeu Korçë Dinamo Tbilissi | The New Saints† Žalgiris Vilnius Ferencváros Zrinjski Mostar Alashkert FC† Mladost Podgorica | Celtic Glasgow BATE Borisov FC Copenhague Rosenborg BK Étoile rouge de Belgrade FH Hafnarfjörður | Lincoln Red Imps† IFK Norrköping Crusaders FC Valletta FC† Dundalk FC SJK Seinäjoki |

† : Vainqueurs du premier tour de qualification dont l'identité n'était pas connue au moment du tirage au sort. Les équipes en italique ont battu une équipe avec un coefficient plus élevé au tour précédent et ont hérité de ce coefficient pour le tirage au sort.
| Équipe              | Aller              | Total              | Retour              | Équipe                    |
| Voie des Champions  | Voie des Champions | Voie des Champions | Voie des Champions  | Voie des Champions        |
| ------------------- | ------------------ | ------------------ | ------------------- | ------------------------- |
| *Qarabağ FK         | 2 - 0              | 3 - 1              | 1 - 1               | F91 Dudelange             |
| Hapoël Beer-Sheva   | 3 - 2              | 3 - 2              | 0 - 0               | Sheriff Tiraspol*         |
| Olimpija Ljubljana  | 3 - 4E             | 6 - 6              | 3 - 2               | AS Trenčín*               |
| *RB Salzbourg       | 1 - 0              | 3 - 0              | 2 - 0               | FK Liepāja                |
| Vardar Skopje       | 1 - 2              | 3 - 5              | 2 - 3               | Dinamo Zagreb*            |
| The New Saints      | 0 - 0              | 0 - 3              | 0 - 3               | APOEL Nicosie*            |
| Zrinjski Mostar     | 1 - 1              | 1 - 3              | 0 - 2               | Legia Varsovie*           |
| *Ludogorets Razgrad | 2 - 0              | 5 - 0              | 3 - 0               | Mladost Podgorica         |
| *Dinamo Tbilissi    | 2 - 0              | 3 - 1              | 1 - 1               | Alashkert FC              |
| Žalgiris Vilnius    | 0 - 0              | 1 - 2              | 1 - 2               | FK Astana*                |
| *Partizani Tirana   | 1 - 1              | 2 - 2              | 1 - 1 ap (3 - 1)tab | Ferencváros               |
| *BATE Borisov       | 2 - 0              | 4 - 2              | 2 - 2               | SJK Seinäjoki             |
| Valletta FC         | 1 - 2              | 2 - 4              | 1 - 2               | Étoile rouge de Belgrade* |
| *Rosenborg BK       | 3 - 1              | 5 - 4              | 2 - 3               | IFK Norrköping            |
| Dundalk FC          | 1 - 1              | 3 - 3              | E2 - 2              | FH Hafnarfjörður*         |
| Lincoln Red Imps    | 1 - 0              | 1 - 3              | 0 - 3               | Celtic Glasgow*           |
| Crusaders FC        | 0 - 3              | 0 - 9              | 0 - 6               | FC Copenhague*            |

1. ↑  Le Partizani Tirana remplace le Skënderbeu Korçë, originellement tiré au sort mais exclu de la compétition pour une affaire de matchs truqués.

### Troisième tour de qualification
Le troisième tour de qualification est divisé en deux sections distinctes : la Voie des Champions (pour les champions nationaux) et la Voie de la Ligue (pour les non-champions). Les équipes éliminées à ce stade sont repêchées pour jouer les barrages de la Ligue Europa.
Trente équipes prennent part au troisième tour de qualification : treize équipes entrant en lice à ce stade (trois dans la Voie des Champions, dix dans la Voie de la Ligue), rejointes par les dix-sept vainqueurs du deuxième tour. Les matchs aller se jouent les 26 et 27 juillet et les matchs retour les 2 et 3 août 2016.
| Voie des Champions | Voie des Champions | Voie des Champions  | Voie des Champions | Voie des Champions  | Voie des Champions | Voie des Champions        | Voie des Champions | Voie de la Ligue | Voie de la Ligue | Voie de la Ligue | Voie de la Ligue |
| Chapeau 1          | Chapeau 1          | Chapeau 1           | Chapeau 1          | Chapeau 2           | Chapeau 2          | Chapeau 2                 | Chapeau 2          | Voie de la Ligue | Voie de la Ligue | Voie de la Ligue | Voie de la Ligue |
| Têtes de série     | Têtes de série     | -                   | -                  | Têtes de série      | Têtes de série     | -                         | -                  | Têtes de série   | Têtes de série   | -                | -                |
| ------------------ | ------------------ | ------------------- | ------------------ | ------------------- | ------------------ | ------------------------- | ------------------ | ---------------- | ---------------- | ---------------- | ---------------- |
| Olympiakos         | 70.940             | Rosenborg BK†       | 12.850             | Viktoria Plzeň      | 44.585             | Qarabağ FK†               | 13.475             | Chakhtar Donetsk | 81.976           | PAOK Salonique   | 37.440           |
| Celtic Glasgow†    | 40.460             | FK Astana†          | 12.575             | RB Salzbourg†       | 42.500             | AFC Astra Giurgiu         | 11.076             | Ajax Amsterdam   | 58.112           | Steaua Bucarest  | 36.576           |
| APOEL Nicosie†     | 35.935             | Hapoël Beer-Sheva † | (10.575)           | BATE Borisov†       | 34.000             | Étoile rouge de Belgrade† | 7.175              | RSC Anderlecht   | 54.000           | AS Monaco        | 36.549           |
| Legia Varsovie†    | 28.000             | FC Dinamo Tbilissi† | 5.875              | Ludogorets Razgrad† | 25.625             | Dundalk FC†               | (5.750)            | Fenerbahçe SK    | 40.920           | BSC Young Boys   | 24.755           |
| Dinamo Zagreb†     | 25.775             | AS Trenčín†         | 5.400              | FC Copenhague†      | 24.720             | Partizani Tirana†         | (3.475)            | Sparta Prague    | 40.585           | FK Rostov        | 11.716           |

† : Vainqueurs du deuxième tour de qualification dont l'identité n'était pas connue au moment du tirage au sort. Les équipes en italique ont battu une équipe avec un coefficient plus élevé au tour précédent et ont hérité de ce coefficient (entre parenthèses) pour le tirage au sort.
| Équipe              | Aller              | Total              | Retour              | Équipe                   |
| Voie des Champions  | Voie des Champions | Voie des Champions | Voie des Champions  | Voie des Champions       |
| ------------------- | ------------------ | ------------------ | ------------------- | ------------------------ |
| Rosenborg BK        | 2 - 1              | 2 - 4              | 0 - 3               | APOEL Nicosie*           |
| *Dinamo Zagreb      | 2 - 0              | 3 - 0              | 1 - 0               | Dinamo Tbilissi          |
| *Olympiakos         | 0 - 0              | 0 - 1              | 0 - 1               | Hapoël Beer-Sheva        |
| FK Astana           | 1 - 1              | 2 - 3              | 1 - 2               | Celtic Glasgow*          |
| AS Trenčín          | 0 - 1              | 0 - 1              | 0 - 0               | Legia Varsovie*          |
| *Viktoria Plzeň     | 0 - 0              | 1 - 1              | E1 - 1              | Qarabağ FK               |
| AFC Astra Giurgiu   | 1 - 1              | 1 - 4              | 0 - 3               | FC Copenhague*           |
| *BATE Borisov       | 1 - 0              | 1 - 3              | 0 - 3               | Dundalk FC               |
| *Ludogorets Razgrad | 2 - 2              | 6 - 4              | 4 - 2 ap            | Étoile rouge de Belgrade |
| Partizani Tirana    | 0 - 1              | 0 - 3              | 0 - 2               | RB Salzbourg*            |
| Voie de la Ligue    |                    |                    |                     |                          |
| *Ajax Amsterdam     | 1 - 1              | 3 - 2              | 2 - 1               | PAOK Salonique           |
| *Sparta Prague      | 1 - 1              | 1 - 3              | 0 - 2               | Steaua Bucarest          |
| *Chakhtar Donetsk   | 2 - 0              | 2 - 2              | 0 - 2 ap (2 - 4)tab | BSC Young Boys           |
| FK Rostov           | 2 - 2              | 4 - 2              | 2 - 0               | RSC Anderlecht*          |
| *Fenerbahçe SK      | 2 - 1              | 3 - 4              | 1 - 3               | AS Monaco                |

### Quatrième tour (barrages)
Les vingt équipes disputant les barrages sont les cinq équipes entrant en lice à ce stade et les quinze vainqueurs du troisième tour. Les équipes éliminées à ce stade sont reversées en phase de groupes de la Ligue Europa. Les matchs aller se jouent les 16 et 17 août et les matchs retour les 23 et 24 août 2016.
| Voie des Champions | Voie des Champions | Voie des Champions | Voie des Champions | Voie de la Ligue         | Voie de la Ligue | Voie de la Ligue | Voie de la Ligue |
| Têtes de série     | Têtes de série     | -                  | -                  | Têtes de série           | Têtes de série   | -                | -                |
| ------------------ | ------------------ | ------------------ | ------------------ | ------------------------ | ---------------- | ---------------- | ---------------- |
| Viktoria Plzeň     | 44.585             | Dinamo Zagreb      | 25.775             | Manchester City          | 99.256           | AS Rome          | 41.587           |
| RB Salzbourg       | 42.500             | Ludogorets Razgrad | 25.625             | FC Porto                 | 92.616           | Steaua Bucarest  | 36.576           |
| Celtic Glasgow     | 40.460             | FC Copenhague      | 24.720             | Villarreal CF            | 60.142           | AS Monaco        | 36.549           |
| APOEL Nicosie      | 35.935             | Hapoël Beer-Sheva  | 4.725              | Ajax Amsterdam           | 58.112           | BSC Young Boys   | 24.755           |
| Legia Varsovie     | 28.000             | Dundalk FC         | 2.590              | Borussia Mönchengladbach | 42.035           | FK Rostov        | 11.716           |

| Équipe             | Aller              | Total              | Retour             | Équipe                    |
| Voie des champions | Voie des champions | Voie des champions | Voie des champions | Voie des champions        |
| ------------------ | ------------------ | ------------------ | ------------------ | ------------------------- |
| Ludogorets Razgrad | 2 - 0              | 4 - 2              | 2 - 2              | Viktoria Plzeň*           |
| *Celtic Glasgow    | 5 - 2              | 5 - 4              | 0 - 2              | Hapoël Beer-Sheva         |
| FC Copenhague      | 1 - 0              | 2 - 1              | 1 - 1              | APOEL Nicosie*            |
| Dundalk FC         | 0 - 2              | 1 - 3              | 1 - 1              | Legia Varsovie*           |
| Dinamo Zagreb      | 1 - 1              | 3 - 2              | 2 - 1ap            | RB Salzbourg*             |
| Voie de la Ligue   |                    |                    |                    |                           |
| Steaua Bucarest    | 0 - 5              | 0 - 6              | 0 - 1              | Manchester City*          |
| *FC Porto          | 1 - 1              | 4 - 1              | 3 - 0              | AS Rome                   |
| *Ajax Amsterdam    | 1 - 1              | 2 - 5              | 1 - 4              | FK Rostov                 |
| BSC Young Boys     | 1 - 3              | 2 - 9              | 1 - 6              | Borussia Mönchengladbach* |
| *Villarreal CF     | 1 - 2              | 1 - 3              | 0 - 1              | AS Monaco                 |

## Phase de groupes

### Format et tirage au sort
Atlético Madrid
Real Madrid
SL Benfica
Sporting CP
Arsenal FC
Tottenham Hotspur
Les 10 vainqueurs des barrages rejoignent les 22 qualifiés d'office pour la phase de groupes, à savoir : 
- les champions, vice-champions et troisièmes des associations classées de 1 à 3 à l'indice UEFA (Espagne, Allemagne et Angleterre);
- les champions et vice-champions des associations classées de 4 à 6 à l'indice UEFA (Italie, Portugal et France);
- les 6 champions des associations classées de 7 à 12 à l'indice UEFA (Russie, Ukraine, Pays-Bas, Belgique, Suisse et Turquie);
- le tenant du titre, ou -si déjà qualifié- le tenant du titre de la Ligue Europa, ou -si déjà qualifié- le champion de l'association classée 13 à l'indice UEFA (Grèce).

Ces 32 équipes sont réparties en huit groupes de quatre où elles s'affrontent en matchs aller-retour sur six journées. Les deux premiers de chaque groupe se qualifient pour les huitièmes de finale tandis que les troisièmes de chaque groupe s'en vont disputer les  seizièmes de finale de la Ligue Europa.
Le tirage au sort de la phase de groupes a lieu le 25 août 2016 au Forum Grimaldi de Monaco. Pour le tirage au sort, les 32 équipes sont réparties en quatre chapeaux. Le premier chapeau étant constitué du tenant du titre et des champions des sept pays les mieux classés (Espagne, Angleterre, Allemagne, Italie, Portugal, France et Russie). Les équipes restantes sont ensuite placées dans les trois derniers chapeaux en fonction de leur coefficient UEFA à l'issue de la saison 2015-2016.
Un total de 17 associations différentes sont représentées.
| Chapeau 1             | Chapeau 1 | Chapeau 2         | Chapeau 2 | Chapeau 3                | Chapeau 3 | Chapeau 4            | Chapeau 4 |
| --------------------- | --------- | ----------------- | --------- | ------------------------ | --------- | -------------------- | --------- |
| Real Madrid T         | 176.142   | Atlético Madrid   | 144.142   | FC Bâle C                | 87.755    | Celtic FC C          | 40.460    |
| FC Barcelone C        | 159.142   | Borussia Dortmund | 110.035   | Tottenham Hotspur        | 74.256    | AS Monaco            | 36.549    |
| Leicester City C      | 16.256    | Arsenal FC        | 105.256   | Dynamo Kiev C            | 65.976    | Beşiktaş JK C        | 34.920    |
| Bayern Munich C       | 163.035   | Manchester City   | 99.256    | Olympique lyonnais       | 63.049    | Legia Varsovie C     | 28.000    |
| Juventus FC C         | 107.087   | Séville FC C3     | 95.642    | PSV Eindhoven C          | 57.112    | Dinamo Zagreb C      | 25.775    |
| SL Benfica C          | 116.616   | FC Porto          | 92.616    | Sporting CP              | 51.616    | Ludogorets Razgrad C | 25.625    |
| Paris Saint-Germain C | 112.549   | SSC Naples        | 90.087    | Club Bruges C            | 43.000    | FC Copenhague C      | 24.720    |
| CSKA Moscou C         | 48.716    | Bayer Leverkusen  | 89.035    | Borussia Mönchengladbach | 42.035    | FK Rostov            | 11.716    |

T : Tenant du titre

C : Champion national

C3 : Vainqueur de la Ligue Europa
- Futur qualifié pour les huitièmes de finale
- Futur repêché en seizièmes de finale de la Ligue Europa

### Matchs et classements
Les jours de match sont fixés les 13 et 14 septembre 2016, les 27 et 28 septembre, les 18 et 19 octobre, les 1er et 2 novembre, les 22 et 23 novembre et les 6 et 7 décembre 2016.
Légende des classements
- Qualifié pour les huitièmes de finale
- Repêché en seizièmes de finale de la Ligue Europa

Légende des résultats
- Victoire à domicile
- Match nul
- Victoire à l'extérieur

#### Groupe A
| Rang | Équipe              | Pts | J | G | N | P | Bp | Bc | Diff |  | Résultats (▼ dom., ► ext.) |     |     |     |     |
| ---- | ------------------- | --- | - | - | - | - | -- | -- | ---- |  | -------------------------- | --- | --- | --- | --- |
| 1    | Arsenal FC          | 14  | 6 | 4 | 2 | 0 | 18 | 6  | +12  |  | Arsenal FC                 |     | 2-2 | 6-0 | 2-0 |
| 2    | Paris Saint-Germain | 12  | 6 | 3 | 3 | 0 | 13 | 7  | +6   |  | Paris Saint-Germain        | 1-1 |     | 2-2 | 3-0 |
| 3    | Ludogorets Razgrad  | 3   | 6 | 0 | 3 | 3 | 6  | 15 | -9   |  | Ludogorets Razgrad         | 2-3 | 1-3 |     | 0-0 |
| 4    | FC Bâle             | 2   | 6 | 0 | 2 | 4 | 3  | 12 | -9   |  | FC Bâle                    | 1-4 | 1-2 | 1-1 |     |

#### Groupe B
| Rang | Équipe      | Pts | J | G | N | P | Bp | Bc | Diff |  | Résultats (▼ dom., ► ext.) |     |     |     |     |
| ---- | ----------- | --- | - | - | - | - | -- | -- | ---- |  | -------------------------- | --- | --- | --- | --- |
| 1    | SSC Naples  | 11  | 6 | 3 | 2 | 1 | 11 | 8  | +3   |  | SSC Naples                 |     | 4-2 | 2-3 | 0-0 |
| 2    | SL Benfica  | 8   | 6 | 2 | 2 | 2 | 10 | 10 | 0    |  | SL Benfica                 | 1-2 |     | 1-1 | 1-0 |
| 3    | Beşiktaş    | 7   | 6 | 1 | 4 | 1 | 9  | 14 | -5   |  | Beşiktaş                   | 1-1 | 3-3 |     | 1-1 |
| 4    | Dynamo Kiev | 5   | 6 | 1 | 2 | 3 | 8  | 6  | +2   |  | Dynamo Kiev                | 1-2 | 0-2 | 6-0 |     |

#### Groupe C
| Rang | Équipe                   | Pts | J | G | N | P | Bp | Bc | Diff |  | Résultats (▼ dom., ► ext.) |     |     |     |     |
| ---- | ------------------------ | --- | - | - | - | - | -- | -- | ---- |  | -------------------------- | --- | --- | --- | --- |
| 1    | FC Barcelone             | 15  | 6 | 5 | 0 | 1 | 20 | 4  | +16  |  | FC Barcelone               |     | 4-0 | 4-0 | 7-0 |
| 2    | Manchester City          | 9   | 6 | 2 | 3 | 1 | 12 | 10 | +2   |  | Manchester City            | 3-1 |     | 4-0 | 1-1 |
| 3    | Borussia Mönchengladbach | 5   | 6 | 1 | 2 | 3 | 5  | 12 | -7   |  | Borussia Mönchengladbach   | 1-2 | 1-1 |     | 1-1 |
| 4    | Celtic Glasgow           | 3   | 6 | 0 | 3 | 3 | 5  | 16 | -11  |  | Celtic Glasgow             | 0-2 | 3-3 | 0-2 |     |

#### Groupe D
| Rang | Équipe          | Pts | J | G | N | P | Bp | Bc | Diff |  | Résultats (▼ dom., ► ext.) |     |     |     |     |
| ---- | --------------- | --- | - | - | - | - | -- | -- | ---- |  | -------------------------- | --- | --- | --- | --- |
| 1    | Atlético Madrid | 15  | 6 | 5 | 0 | 1 | 7  | 2  | +5   |  | Atlético Madrid            |     | 1-0 | 2-1 | 2-0 |
| 2    | Bayern Munich   | 12  | 6 | 4 | 0 | 2 | 14 | 6  | +8   |  | Bayern Munich              | 1-0 |     | 5-0 | 4-1 |
| 3    | FK Rostov       | 5   | 6 | 1 | 2 | 3 | 6  | 12 | -6   |  | FK Rostov                  | 0-1 | 3-2 |     | 2-2 |
| 4    | PSV Eindhoven   | 2   | 6 | 0 | 2 | 4 | 4  | 11 | -7   |  | PSV Eindhoven              | 0-1 | 1-2 | 0-0 |     |

#### Groupe E
| Rang | Équipe            | Pts | J | G | N | P | Bp | Bc | Diff |  | Résultats (▼ dom., ► ext.) |     |     |     |     |
| ---- | ----------------- | --- | - | - | - | - | -- | -- | ---- |  | -------------------------- | --- | --- | --- | --- |
| 1    | AS Monaco         | 11  | 6 | 3 | 2 | 1 | 9  | 7  | +2   |  | AS Monaco                  |     | 1-1 | 2-1 | 3-0 |
| 2    | Bayer Leverkusen  | 10  | 6 | 2 | 4 | 0 | 8  | 4  | +4   |  | Bayer Leverkusen           | 3-0 |     | 0-0 | 2-2 |
| 3    | Tottenham Hotspur | 7   | 6 | 2 | 1 | 3 | 6  | 6  | 0    |  | Tottenham Hotspur          | 1-2 | 0-1 |     | 3-1 |
| 4    | CSKA Moscou       | 3   | 6 | 0 | 3 | 3 | 5  | 11 | -6   |  | CSKA Moscou                | 1-1 | 1-1 | 0-1 |     |

#### Groupe F
| Rang | Équipe            | Pts | J | G | N | P | Bp | Bc | Diff |  | Résultats (▼ dom., ► ext.) |     |     |     |     |
| ---- | ----------------- | --- | - | - | - | - | -- | -- | ---- |  | -------------------------- | --- | --- | --- | --- |
| 1    | Borussia Dortmund | 14  | 6 | 4 | 2 | 0 | 21 | 9  | +12  |  | Borussia Dortmund          |     | 2-2 | 8-4 | 1-0 |
| 2    | Real Madrid       | 12  | 6 | 3 | 3 | 0 | 16 | 10 | +6   |  | Real Madrid                | 2-2 |     | 5-1 | 2-1 |
| 3    | Legia Varsovie    | 4   | 6 | 1 | 1 | 4 | 9  | 24 | -15  |  | Legia Varsovie             | 0-6 | 3-3 |     | 1-0 |
| 4    | Sporting CP       | 3   | 6 | 1 | 0 | 5 | 5  | 8  | -3   |  | Sporting CP                | 1-2 | 1-2 | 2-0 |     |

#### Groupe G
| Rang | Équipe         | Pts | J | G | N | P | Bp | Bc | Diff |  | Résultats (▼ dom., ► ext.) |     |     |     |     |
| ---- | -------------- | --- | - | - | - | - | -- | -- | ---- |  | -------------------------- | --- | --- | --- | --- |
| 1    | Leicester City | 13  | 6 | 4 | 1 | 1 | 7  | 6  | +1   |  | Leicester City             |     | 1-0 | 1-0 | 2-1 |
| 2    | FC Porto       | 11  | 6 | 3 | 2 | 1 | 9  | 3  | +6   |  | FC Porto                   | 5-0 |     | 1-1 | 1-0 |
| 3    | FC Copenhague  | 9   | 6 | 2 | 3 | 1 | 7  | 2  | +5   |  | FC Copenhague              | 0-0 | 0-0 |     | 4-0 |
| 4    | Club Bruges    | 0   | 6 | 0 | 0 | 6 | 2  | 14 | -12  |  | Club Bruges                | 0-3 | 1-2 | 0-2 |     |

#### Groupe H
| Rang | Équipe             | Pts | J | G | N | P | Bp | Bc | Diff |  | Résultats (▼ dom., ► ext.) |     |     |     |     |
| ---- | ------------------ | --- | - | - | - | - | -- | -- | ---- |  | -------------------------- | --- | --- | --- | --- |
| 1    | Juventus FC        | 14  | 6 | 4 | 2 | 0 | 11 | 2  | +9   |  | Juventus FC                |     | 0-0 | 1-1 | 2-0 |
| 2    | Séville FC         | 11  | 6 | 3 | 2 | 1 | 7  | 3  | +4   |  | Séville FC                 | 1-3 |     | 1-0 | 4-0 |
| 3    | Olympique lyonnais | 8   | 6 | 2 | 2 | 2 | 5  | 3  | +2   |  | Olympique lyonnais         | 0-1 | 0-0 |     | 3-0 |
| 4    | Dinamo Zagreb      | 0   | 6 | 0 | 0 | 6 | 0  | 15 | -15  |  | Dinamo Zagreb              | 0-4 | 0-1 | 0-1 |     |

## Phase à élimination directe

### Qualification et tirage au sort
Pour le tirage des huitièmes de finale, les 8 premiers de groupe du tour précédent sont têtes de série et reçoivent pour le match retour, ils ne peuvent donc pas se rencontrer. 
Deux équipes d'une même association nationale ne peuvent pas non plus se rencontrer en huitièmes de finale (de même que deux équipes issues du même groupe). Cette limitation est levée à partir des quarts de finale.
| Les 16 qualifiés - récapitulatif avant tirage au sort | Les 16 qualifiés - récapitulatif avant tirage au sort | Les 16 qualifiés - récapitulatif avant tirage au sort |
| Groupe                                                | 1er (tête de série)                                   | 2e                                                    |
| ----------------------------------------------------- | ----------------------------------------------------- | ----------------------------------------------------- |
| A                                                     | Arsenal FC                                            | Paris Saint-Germain                                   |
| B                                                     | SSC Naples                                            | SL Benfica                                            |
| C                                                     | FC Barcelone                                          | Manchester City                                       |
| D                                                     | Atlético Madrid                                       | Bayern Munich                                         |
| E                                                     | AS Monaco                                             | Bayer Leverkusen                                      |
| F                                                     | Borussia Dortmund                                     | Real Madrid                                           |
| G                                                     | Leicester City                                        | FC Porto                                              |
| H                                                     | Juventus FC                                           | Séville FC                                            |

### Huitièmes de finale
Le tirage au sort des huitièmes de finale a lieu le 12 décembre 2016, les matchs aller ont eu lieu les 14, 15, 21 et 22 février 2017, et les matchs retours les 7, 8, 14 et 15 mars 2017.
| Équipe              | Aller  | Total  | Retour | Équipe            |
| ------------------- | ------ | ------ | ------ | ----------------- |
| Manchester City     | 5 - 3E | 6 – 6  | 1 – 3  | AS Monaco         |
| Real Madrid         | 3 - 1  | 6 – 2  | 3 – 1  | SSC Naples        |
| SL Benfica          | 1 - 0  | 1 – 4  | 0 – 4  | Borussia Dortmund |
| Bayern Munich       | 5 - 1  | 10 – 2 | 5 – 1  | Arsenal FC        |
| FC Porto            | 0 - 2  | 0 – 3  | 0 – 1  | Juventus FC       |
| Bayer Leverkusen    | 2 - 4  | 2 – 4  | 0 – 0  | Atlético Madrid   |
| Paris Saint-Germain | 4 - 0  | 5 – 6  | 1 – 6  | FC Barcelone      |
| Séville FC          | 2 - 1  | 2 – 3  | 0 – 2  | Leicester City    |

### Quarts de finale
Le tirage au sort des quarts de finale a lieu le 17 mars 2017, les matchs ont eu lieu les 11 et 12 avril, et les matchs retour les 18 et 19 avril 2017.
| Équipe            | Aller | Total | Retour   | Équipe         |
| ----------------- | ----- | ----- | -------- | -------------- |
| Atlético Madrid   | 1 – 0 | 2 – 1 | 1 – 1    | Leicester City |
| Borussia Dortmund | 2 – 3 | 3 – 6 | 1 – 3    | AS Monaco      |
| Bayern Munich     | 1 – 2 | 3 – 6 | 2 – 4 ap | Real Madrid    |
| Juventus FC       | 3 – 0 | 3 – 0 | 0 – 0    | FC Barcelone   |

### Demi-finales
Le tirage au sort des demi-finales a lieu le 21 avril 2017. Les matchs aller se jouent les 2 et 3 mai, et les matchs retour les 9 et 10 mai 2017.
| Équipe      | Aller | Total | Retour | Équipe          |
| ----------- | ----- | ----- | ------ | --------------- |
| Real Madrid | 3 – 0 | 4 – 2 | 1 – 2  | Atlético Madrid |
| AS Monaco   | 0 – 2 | 1 – 4 | 1 – 2  | Juventus FC     |

### Finale
La finale se dispute sur une seule rencontre, le samedi 3 juin 2017, à Cardiff au Pays de Galles, au Principality Stadium.
| Club        | Score | Club        |
| ----------- | ----- | ----------- |
| Juventus FC | 1 – 4 | Real Madrid |

### Tableau final
|  | Huitièmes de finale | Huitièmes de finale | Huitièmes de finale | Huitièmes de finale |                   |                   | Quarts de finale | Quarts de finale | Quarts de finale | Quarts de finale |  |  | Demi-finales | Demi-finales | Demi-finales | Demi-finales |  |  | Finale                                      | Finale | Finale | Finale |
|  |                     |                     |                     |                     |                   |                   |                  |                  |                  |                  |  |  |              |              |              |              |  |  |                                             |        |        |        |
|  |                     |                     |                     |                     |                   |                   |                  |                  |                  |                  |  |  |              |              |              |              |  |  | 3 juin 2017 - Principality Stadium, Cardiff |        |        |        |
|  | SL Benfica          | SL Benfica          | 1                   | 0                   |                   |                   |                  |                  |                  |                  |  |  |              |              |              |              |  |  |                                             |        |        |        |
|  | SL Benfica          | SL Benfica          | 1                   | 0                   |                   |                   |                  |                  |                  |                  |  |  |              |              |              |              |  |  |                                             |        |        |        |
|  | Borussia Dortmund   | Borussia Dortmund   | 0                   | 4                   |                   |                   |                  |                  |                  |                  |  |  |              |              |              |              |  |  |                                             |        |        |        |
|  | Borussia Dortmund   | Borussia Dortmund   | 0                   | 4                   | Borussia Dortmund | Borussia Dortmund | 2                | 1                |                  |                  |  |  |              |              |              |              |  |  |                                             |        |        |        |
|  |                     |                     |                     |                     | Borussia Dortmund | Borussia Dortmund | 2                | 1                |                  |                  |  |  |              |              |              |              |  |  |                                             |        |        |        |
|  |                     |                     | AS Monaco           | AS Monaco           | 3                 | 3                 |                  |                  |                  |                  |  |  |              |              |              |              |  |  |                                             |        |        |        |
|  | Manchester City     | Manchester City     | AS Monaco           | AS Monaco           | 3                 | 3                 | 5                | 1                |                  |                  |  |  |              |              |              |              |  |  |                                             |        |        |        |
|  | Manchester City     | Manchester City     |                     |                     |                   |                   |                  | 1                |                  |                  |  |  |              |              |              |              |  |  |                                             |        |        |        |
|  | AS Monaco           | AS Monaco           | 3E                  | 3                   |                   |                   |                  |                  |                  |                  |  |  |              |              |              |              |  |  |                                             |        |        |        |
|  | AS Monaco           | AS Monaco           | 3E                  | 3                   | AS Monaco         | AS Monaco         | 0                | 1                |                  |                  |  |  |              |              |              |              |  |  |                                             |        |        |        |
|  |                     |                     |                     |                     | AS Monaco         | AS Monaco         | 0                | 1                |                  |                  |  |  |              |              |              |              |  |  |                                             |        |        |        |
|  |                     |                     | Juventus FC         | Juventus FC         | 2                 | 2                 |                  |                  |                  |                  |  |  |              |              |              |              |  |  |                                             |        |        |        |
|  | FC Porto            | FC Porto            | Juventus FC         | Juventus FC         | 2                 | 2                 | 0                | 0                |                  |                  |  |  |              |              |              |              |  |  |                                             |        |        |        |
|  | FC Porto            | FC Porto            |                     |                     |                   |                   |                  | 0                |                  |                  |  |  |              |              |              |              |  |  |                                             |        |        |        |
|  | Juventus FC         | Juventus FC         | 2                   | 1                   |                   |                   |                  |                  |                  |                  |  |  |              |              |              |              |  |  |                                             |        |        |        |
|  | Juventus FC         | Juventus FC         | 2                   | 1                   | Juventus FC       | Juventus FC       | 3                | 0                |                  |                  |  |  |              |              |              |              |  |  |                                             |        |        |        |
|  |                     |                     |                     |                     | Juventus FC       | Juventus FC       | 3                | 0                |                  |                  |  |  |              |              |              |              |  |  |                                             |        |        |        |
|  |                     |                     | FC Barcelone        | FC Barcelone        | 0                 | 0                 |                  |                  |                  |                  |  |  |              |              |              |              |  |  |                                             |        |        |        |
|  | Paris Saint-Germain | Paris Saint-Germain | FC Barcelone        | FC Barcelone        | 0                 | 0                 | 4                | 1                |                  |                  |  |  |              |              |              |              |  |  |                                             |        |        |        |
|  | Paris Saint-Germain | Paris Saint-Germain |                     |                     |                   |                   |                  | 1                |                  |                  |  |  |              |              |              |              |  |  |                                             |        |        |        |
|  | FC Barcelone        | FC Barcelone        | 0                   | 6                   |                   |                   |                  |                  |                  |                  |  |  |              |              |              |              |  |  |                                             |        |        |        |
|  | FC Barcelone        | FC Barcelone        | 0                   | 6                   | Juventus FC       | Juventus FC       | 1                | 1                |                  |                  |  |  |              |              |              |              |  |  |                                             |        |        |        |
|  |                     |                     |                     |                     | Juventus FC       | Juventus FC       | 1                | 1                |                  |                  |  |  |              |              |              |              |  |  |                                             |        |        |        |
|  |                     |                     | Real Madrid         | Real Madrid         | 4                 | 4                 |                  |                  |                  |                  |  |  |              |              |              |              |  |  |                                             |        |        |        |
|  | Bayern Munich       | Bayern Munich       | Real Madrid         | Real Madrid         | 4                 | 4                 | 5                | 5                |                  |                  |  |  |              |              |              |              |  |  |                                             |        |        |        |
|  | Bayern Munich       | Bayern Munich       |                     |                     |                   |                   |                  | 5                |                  |                  |  |  |              |              |              |              |  |  |                                             |        |        |        |
|  | Arsenal FC          | Arsenal FC          | 1                   | 1                   |                   |                   |                  |                  |                  |                  |  |  |              |              |              |              |  |  |                                             |        |        |        |
|  | Arsenal FC          | Arsenal FC          | 1                   | 1                   | Bayern Munich     | Bayern Munich     | 1                | 2                |                  |                  |  |  |              |              |              |              |  |  |                                             |        |        |        |
|  |                     |                     |                     |                     | Bayern Munich     | Bayern Munich     | 1                | 2                |                  |                  |  |  |              |              |              |              |  |  |                                             |        |        |        |
|  |                     |                     | Real Madrid         | Real Madrid         | 2                 | 4ap               |                  |                  |                  |                  |  |  |              |              |              |              |  |  |                                             |        |        |        |
|  | Real Madrid         | Real Madrid         | Real Madrid         | Real Madrid         | 2                 | 4ap               | 3                | 3                |                  |                  |  |  |              |              |              |              |  |  |                                             |        |        |        |
|  | Real Madrid         | Real Madrid         |                     |                     |                   |                   |                  | 3                |                  |                  |  |  |              |              |              |              |  |  |                                             |        |        |        |
|  | SSC Naples          | SSC Naples          | 1                   | 1                   |                   |                   |                  |                  |                  |                  |  |  |              |              |              |              |  |  |                                             |        |        |        |
|  | SSC Naples          | SSC Naples          | 1                   | 1                   | Real Madrid       | Real Madrid       | 3                | 1                |                  |                  |  |  |              |              |              |              |  |  |                                             |        |        |        |
|  |                     |                     |                     |                     | Real Madrid       | Real Madrid       | 3                | 1                |                  |                  |  |  |              |              |              |              |  |  |                                             |        |        |        |
|  |                     |                     | Atlético Madrid     | Atlético Madrid     | 0                 | 2                 |                  |                  |                  |                  |  |  |              |              |              |              |  |  |                                             |        |        |        |
|  | Bayer Leverkusen    | Bayer Leverkusen    | Atlético Madrid     | Atlético Madrid     | 0                 | 2                 | 2                | 0                |                  |                  |  |  |              |              |              |              |  |  |                                             |        |        |        |
|  | Bayer Leverkusen    | Bayer Leverkusen    |                     |                     |                   |                   |                  | 0                |                  |                  |  |  |              |              |              |              |  |  |                                             |        |        |        |
|  | Atlético Madrid     | Atlético Madrid     | 4                   | 0                   |                   |                   |                  |                  |                  |                  |  |  |              |              |              |              |  |  |                                             |        |        |        |
|  | Atlético Madrid     | Atlético Madrid     | 4                   | 0                   | Atlético Madrid   | Atlético Madrid   | 1                | 1                |                  |                  |  |  |              |              |              |              |  |  |                                             |        |        |        |
|  |                     |                     |                     |                     | Atlético Madrid   | Atlético Madrid   | 1                | 1                |                  |                  |  |  |              |              |              |              |  |  |                                             |        |        |        |
|  |                     |                     | Leicester City      | Leicester City      | 0                 | 1                 |                  |                  |                  |                  |  |  |              |              |              |              |  |  |                                             |        |        |        |
|  | Séville FC          | Séville FC          | Leicester City      | Leicester City      | 0                 | 1                 | 2                | 0                |                  |                  |  |  |              |              |              |              |  |  |                                             |        |        |        |
|  | Séville FC          | Séville FC          |                     |                     |                   |                   |                  | 0                |                  |                  |  |  |              |              |              |              |  |  |                                             |        |        |        |
|  | Leicester City      | Leicester City      | 1                   | 2                   |                   |                   |                  |                  |                  |                  |  |  |              |              |              |              |  |  |                                             |        |        |        |
|  | Leicester City      | Leicester City      | 1                   | 2                   |                   |                   |                  |                  |                  |                  |  |  |              |              |              |              |  |  |                                             |        |        |        |
|  |                     |                     |                     |                     |                   |                   |                  |                  |                  |                  |  |  |              |              |              |              |  |  |                                             |        |        |        |

## Classements annexes
- Statistiques officielles de l'UEFA.
- Rencontres de qualification non-incluses.

### Buteurs
| Rang | Buteur                    | Club                | Buts | Minutes jouées |
| ---- | ------------------------- | ------------------- | ---- | -------------- |
| 1    | Cristiano Ronaldo         | Real Madrid         | 12   | 1200           |
| 2    | Lionel Messi              | FC Barcelone        | 11   | 810            |
| 3    | Edinson Cavani            | Paris Saint-Germain | 8    | 720            |
| 4    | Robert Lewandowski        | Bayern Munich       | 8    | 794            |
| 5    | Pierre-Emerick Aubameyang | Borussia Dortmund   | 7    | 708            |
| 6    | Kylian Mbappé             | AS Monaco           | 6    | 536            |
| 7    | Antoine Griezmann         | Atlético Madrid     | 6    | 1068           |
| 8    | Sergio Agüero             | Manchester City     | 5    | 541            |
| 9    | Dries Mertens             | SSC Naples          | 5    | 571            |
| 10   | Radamel Falcao            | AS Monaco           | 5    | 666            |

### Passeurs
| Rang | Passeur           | Club              | Passes décisives | Minutes jouées |
| ---- | ----------------- | ----------------- | ---------------- | -------------- |
| 1    | Neymar            | FC Barcelone      | 8                | 797            |
| 2    | Cristiano Ronaldo | Real Madrid       | 6                | 1200           |
| 3    | Ousmane Dembélé   | Borussia Dortmund | 5                | 769            |
| 4    | Raheem Sterling   | Manchester City   | 4                | 577            |
| 5    | Eduardo Salvio    | Benfica Lisbonne  | 4                | 628            |
| 6    | Daniel Carvajal   | Real Madrid       | 4                | 885            |
| 7    | Thomas Lemar      | AS Monaco         | 4                | 895            |

### Joueurs de la semaine
| Journée                    | Joueur                                      | Club                             |
| -------------------------- | ------------------------------------------- | -------------------------------- |
| Journée 1                  | Lionel Messi                                | FC Barcelone                     |
| Journée 2                  | Ricardo Quaresma                            | Beşiktaş JK                      |
| Journée 3                  | Lionel Messi                                | FC Barcelone                     |
| Journée 4                  | Mesut Özil                                  | Arsenal                          |
| Journée 5                  | Lionel Messi                                | FC Barcelone                     |
| Journée 6                  | Arda Turan                                  | FC Barcelone                     |
| Huitièmes de finale aller  | Arjen Robben Raheem Sterling                | Bayern Munich Manchester City    |
| Huitièmes de finale retour | Pierre-Emerick Aubameyang Kasper Schmeichel | Borussia Dortmund Leicester City |
| Quarts de finale aller     | Cristiano Ronaldo                           | Real Madrid                      |
| Quarts de finale retour    | Kylian Mbappé                               | AS Monaco                        |
| Demi-finales aller         | Cristiano Ronaldo                           | Real Madrid                      |
| Demi-finales retour        | Dani Alves                                  | Juventus FC                      |
| Finale                     | Cristiano Ronaldo                           | Real Madrid                      |

### Équipe-type de la Ligue des champions de l'UEFA
| Gardien            |                 |
| Gianluigi Buffon   | Juventus FC     |
| Jan Oblak          | Atlético Madrid |
| Défenseurs         |                 |
| Leonardo Bonucci   | Juventus FC     |
| Dani Carvajal      | Real Madrid     |
| Marcelo            | Real Madrid     |
| Sergio Ramos       | Real Madrid     |
| Diego Godín        | Atlético Madrid |
| Milieux            |                 |
| Casemiro           | Real Madrid     |
| Toni Kroos         | Real Madrid     |
| Luka Modrić        | Real Madrid     |
| Isco               | Real Madrid     |
| Miralem Pjanić     | Juventus FC     |
| Tiémoué Bakayoko   | AS Monaco       |
| Attaquants         |                 |
| Cristiano Ronaldo  | Real Madrid     |
| Lionel Messi       | FC Barcelone    |
| Antoine Griezmann  | Atlético Madrid |
| Kylian Mbappé      | AS Monaco       |
| Robert Lewandowski | Bayern Munich   |

### Distinctions
- Gardien de la saison :  Gianluigi Buffon[16]
- Défenseur de la saison :  Sergio Ramos[17]
- Milieu de la saison :  Luka Modrić[18]
- Attaquant de la saison :  Cristiano Ronaldo[19]

## Nombre d'équipes par association et par tour
L'ordre des fédérations est établi suivant le classement UEFA des pays en 2016.
| Association  |       | Barrages     | +   | Phase de groupes                           | Huitièmes de finale                  | Quarts de finale            | Demi-finales     | Finale     |
| ------------ | ----- | ------------ | --- | ------------------------------------------ | ------------------------------------ | --------------------------- | ---------------- | ---------- |
| Espagne      |       | 1 Villarreal | +4  | 4 Atlético, Barcelone, Real, Séville       | 4 Atlético, Barcelone, Real, Séville | 3 Atlético, Barcelone, Real | 2 Atlético, Real | 1 Real     |
| Allemagne    |       | 1 M'gladbach | +3  | 4 Dortmund, Leverkusen, M'gladbach, Munich | 3 Dortmund, Leverkusen, Munich       | 2 Dortmund, Munich          |                  |            |
| Angleterre   |       | 1 Man. City  | +3  | 4 Arsenal, Leicester, Man. City, Tottenham | 3 Arsenal, Leicester, Man. City      | 1 Leicester                 |                  |            |
| Italie       |       | 1 Rome       | +2  | 2 Juventus, Naples                         | 2 Juventus, Naples                   | 1 Juventus                  | 1 Juventus       | 1 Juventus |
| Portugal     |       | 1 Porto      | +2  | 3 Benfica, Porto, Sporting                 | 2 Benfica, Porto                     |                             |                  |            |
| France       |       | 1 Monaco     | +2  | 3 Lyon, Monaco, PSG                        | 2 Monaco, PSG                        | 1 Monaco                    | 1 Monaco         |            |
| Russie       |       | 1 Rostov     | +1  | 2 CSKA, Rostov                             |                                      |                             |                  |            |
| Ukraine      |       |              | +1  | 1 Kiev                                     |                                      |                             |                  |            |
| Belgique     |       |              | +1  | 1 Bruges                                   |                                      |                             |                  |            |
| Pays-Bas     |       | 1 Ajax       | +1  | 1 PSV                                      |                                      |                             |                  |            |
| Turquie      |       |              | +1  | 1 Beşiktaş                                 |                                      |                             |                  |            |
| Suisse       |       | 1 Young Boys | +1  | 1 Bâle                                     |                                      |                             |                  |            |
| Rép. tchèque |       | 1 Plzeň      |     |                                            |                                      |                             |                  |            |
| Roumanie     |       | 1 Steaua     |     |                                            |                                      |                             |                  |            |
| Autriche     |       | 1 Salzbourg  |     |                                            |                                      |                             |                  |            |
| Croatie      |       | 1 Zagreb     |     | 1 Zagreb                                   |                                      |                             |                  |            |
| Pologne      |       | 1 Legia      |     | 1 Legia                                    |                                      |                             |                  |            |
| Chypre       |       | 1 APOEL      |     |                                            |                                      |                             |                  |            |
| Israël       |       | 1 Beer-Sheva |     |                                            |                                      |                             |                  |            |
| Danemark     |       | 1 Copenhague |     | 1 Copenhague                               |                                      |                             |                  |            |
| Écosse       |       | 1 Celtic     |     | 1 Celtic                                   |                                      |                             |                  |            |
| Bulgarie     |       | 1 Ludogorets |     | 1 Ludogorets                               |                                      |                             |                  |            |
| Irlande      |       | 1 Dundalk    |     |                                            |                                      |                             |                  |            |
| Total        | Total | 20           | +22 | 32                                         | 16                                   | 8                           | 4                | 2          |